# Johann Martin Augustin Scholz
Johann Martin Augustin Scholz (ur. w 1794, Kapsdorf; od 1945 Czerńczyce, zm. w 1852 w Bonn) – profesor z Bonn, biblista i paleograf, uczeń Huga. Odbył wiele podróży do europejskich bibliotek oraz na Bliski Wschód w poszukiwaniu rękopisów Nowego Testamentu.
Listę minuskułów Nowego Testamentu powiększył o 616 rękopisów, ponadto listę majuskułów NT powiększył o trzy rękopisy: Wa, Y, oraz N. Odkrył też wiele nowych lekcjonarzy (dzielono je wtedy na dwie grupy: Ewangelaria i Apostolaria). Przed Scholzem znano zaledwie 57 Ewangeliarzy i 20 Apostolarzy. Scholz podniósł te liczby kolejno do 181 i 58.
Minuskuły 262, 299, 300, 301, 346 skolacjonował w całości, minuskuły 260, 270, 271, 277, 284, 285, 298, 324, 353, 382, 428 skolacjonował w niektórych partiach. Pozostałe rękopisy zbadał bardziej powierzchownie, odnotowując niektóre z ich wariantów. Scholz podzielił rękopisy Nowego Testamentu na pięć rodzin: dwie afrykańskie (aleksandryjska i zachodnia), azjatycka, bizantyjska, oraz cypryjska. Był pierwszym biblistą, który wiązał powstanie rodzin tekstualnych z odpowiednimi regionami geograficznymi (hipoteza rozwinięta została w 1924 roku przez Streetera). Początkowo faworyzował tekst bizantyjski, ale w roku 1845 zmienił swoją opinię.
Dzieło Scholza kontynuował później Frederick Henry Ambrose Scrivener oraz Caspar René Gregory.

## Dzieła
- Curae criticae in historiam textus Evangeliorum: commentationibus duabus, Heidelberg 1820
- Reise in die Gegend zwischen Alexandrien und Parätonium, die libysche Wüste, Siqa, Egypten, Palästina und Syrien, Leipzig, 1822 (Reprint: Georg Olms Verlag, 2005)
- Biblisch-kritische Reise in Frankreich, der Schweiz, Italien, Palästine und im Archipel in den Jahren 1818, 1819, 1820, 1821: Nebst einer Geschichte des Textes des Neuen Testaments, Leipzig, 1823
- Die heilige Schrift des neuen Testaments übersetzt, erklärt und in historisch-kritischen Einleitungen zu den einzelnen Büchern erläutert, Barrentrapp, Frankfurt a. M., 1829. vol. I: Die vier Evangelien, Franz Barrentrapp, Frankfurt am Main 1829; vol. II: Die Apostelgeschichte und die katholischen Briefe, ebenda 1830; vol. III: Die vierzehn Briefe des heiligen Apostels Paulus, ebenda 1830; Bd. IV: Die Apokalypse des heiligen Johannes des Apostels und Evangelisten, ebenda 1828)
- Die heilige Schrift des alten Testaments., Frankfurt, 1830-1837
- Novum Testamentum Graece. Textum ad fidem Testium Criticorum recensuit, Lectionum Familias subjecit, Leipzig, 1830-1836 (2 Bände)
- Handbuch der biblischen Archäologie, Bonn, 1834
- Einleitung in die heiligen Schriften des alten und neuen Testaments, Köln, 1845